# Anevrizma
Anevrízma pomeni omejeno izbočenje stene arterije, vene ali srca. Do balonastega izbočenja pride zaradi lokalizirano oslabljenega predela žilne stene. Prizadene lahko katerokoli žilo, med pomembnejšimi pa so tiste, ki se pojavljajo v možganskih in srčnih arterijah ter anevrizme aorte, glavne žile odvodnice. So posledica bodisi prirojenega bodisi pridobljenega obolenja. Med pomembnejšimi dejavniki za nastanek anevrizme sta kajenje in povišan krvni tlak. Večina anevrizem ne povzroča nobenih simptomov in je nenevarnih Največje je tveganje, da pride do razpoka anevrizme in posledično lahko tudi do hude krvavitve ter do možganske kapi, če so prizadete možganske arterije. Velike anevrizme lahko tudi motijo krvni pretok ter povzročijo nastanek strdkov, kar lahko vodi v embolijo. Tveganje za razpok anevrizme se veča z njeno velikostjo.

## Vrste anevrizem
Anevrizme lahko razvrščamo glede na tip, morfologijo ali lokacijo.

### Prave in neprave anevrizme
Pri pravi anevrizmi so prizadeti vsi trije sloji žilne stene (tunika intima, tunika medija in adventicija). Mednje spadajo aterosklerotične, sifilitične in prirojene anevrizme. Med prave anevrizme spadajo tudi srčne (prekatne) anevrizme, ki nastanejo navadno po srčnem infarktu in ki prizadenejo vse tri sloje srčne mišice.
Neprava ali lažna anevrizma (psevdoanevrizma) je zunajžilni izliv krvi oziroma hematom, ki ga zameji okolno tkivo.:357 Nastanejo na arterijah, in sicer zaradi poškodbe žile, na primer zaradi ureznine, ustreline, perkutanih kirurških posegov ali injiciranja zdravil v arterijo.